# Rugosophysis baocensis
Rugosophysis baocensis là một loài bọ cánh cứng trong họ Cerambycidae.